# Juba arabica
Juba arabica är en insektsart som beskrevs av Synave 1957. Juba arabica ingår i släktet Juba och familjen Flatidae. Inga underarter finns listade i Catalogue of Life.